# Gare de La Tour-du-Pin
Gare de La Tour-du-Pin vasútállomás Franciaországban, La Tour-du-Pin településen.

## Vasútvonalak
Az állomást az alábbi vasútvonalak érintik:
- Lyon-Perrache-Grenoble-Marseille-vasútvonal

## Kapcsolódó állomások
A vasútállomáshoz az alábbi állomások vannak a legközelebb:
- Gare de Cessieu (Lyon-Perrache pályaudvar)
- Gare de Saint-André-le-Gaz (Gare de Marseille-Saint-Charles)